# Alexei Kratsov
Alexei Vladimirovich Kravtsov (en ruso: Алексе́й Влади́мирович Кравцо́в; nacido el 28 de julio de 1978) es un jurista ruso, presidente de la Corte de Arbitraje de Moscú y miembro del Consejo de Expertos de la Duma Estatal. Se le considera uno de los fundadores del actual sistema de tribunales de arbitraje en Rusia.

## Biografía
Alexei Kravtsov nació en Volgogrado el 28 de julio de 1978, hijo de Vladimir Ivanovich Kravtsov y Tatyana Yegorovna Kravtsova.
Hasta 1995, estudió en la Facultad de Derecho de Volgogrado de la Escuela Superior de Investigación del Ministerio del Interior de Rusia.
Se graduó de la Escuela Superior de Investigación del Ministerio del Interior de la Federación Rusa (ahora Instituto Legal de Volgogrado del Ministerio del Interior) en 1999, con una licenciatura en jurisprudencia. Cuatro años más tarde, Kravtsov también recibió un título en economía de la Universidad de Cooperativas de Consumo de Moscú.
En 1999, Kravtsov comenzó a trabajar con los organismos encargados de hacer cumplir la ley en Volgogrado investigando delitos económicos, donde obtuvo el título de "Veterano militar" y el premio "Combatiente". En 2002, fue transferido a la Oficina Principal de Investigaciones de Delitos Económicos del Ministerio del Interior de la Federación Rusa en Moscú. Dejó el Ministerio del Interior en 2008 con el grado de mayor de la milicia.
De 2008 a 2010, Kravtsov fue director general y copropietario de una empresa minera que fundó.
En 2010, fundó la Corte de Arbitraje de Moscú, donde todavía se desempeña como presidente (en 2013).
En 2012, Kravtsov defendió su tesis doctoral en jurisprudencia. En el mismo año, realizó seminarios en la Escuela Rusa de Administración y la Academia Estatal de Capacitación y Capacitación Avanzada de Gerentes y Especialistas en Inversiones, y lideró una iniciativa legislativa para mejorar la legislación sobre tribunales de arbitraje, que fue difundido en los medios de comunicación.
En 2012, los tribunales de arbitraje rusos se unieron a la Unión de Tribunales de Arbitraje y Kravtsov fue elegido presidente. También dirigió el Centro No Gubernamental para la Asistencia Legal Gratuita de la Unión.
En 2013, Kravtsov comenzó a trabajar en el Instituto Soloviev de Gestión de Compras y Ventas como profesor. Es miembro del grupo de trabajo "Comfort Law Environment" de la plataforma liberal del partido político "Rusia Unida".

## Legislación
Por iniciativa de Kravtsov, se realizaron cambios en el proceso de registro de derechos inmobiliarios en Rusia.
En mayo de 2013, Kravtsov inició el establecimiento de un grupo de trabajo en el Ministerio de Desarrollo Económico para mejorar la legislación sobre los tribunales de arbitraje rusos.
Durante el desarrollo de la Ley Federal "Sobre el Sistema Contractual", Kravtsov presentó una iniciativa al Ministerio de Desarrollo Económico sobre la necesidad de autorizar tribunales de arbitraje para resolver disputas sobre contratación pública. El Gobierno y la Duma Estatal de la Federación de Rusia aprobaron un proyecto de ley que otorga esta autoridad y entrará en vigor el 1 de enero de 2014.
Kravtsov también ha estado involucrado en una gran cantidad de enmiendas a la ley y varios documentos reglamentarios que rigen el trabajo de los tribunales de arbitraje en Rusia. Por ejemplo, fue el iniciador del desarrollo de las recomendaciones metódicas sobre la resolución de disputas sobre contratos estatales en tribunales de arbitraje; hizo 50 cambios en las leyes de arbitraje para la última reforma de la ley de arbitraje en Rusia.